# William xứ Ockham
William xứ Ockham (sinh khoảng 1287, mất khoảng 1347) là nhà thầy tu dòng Francis và triết gia kinh viện người Anh, sinh tại Ockham thuộc hạt Surrey nước Anh. Ông là một nhà tư tưởng hàng đầu vào thời đại mình và đã có cống hiến cho các môn thần học, logic cũng như chính trị, tuy nhiên ngày nay chủ yếu được nhớ đến với nguyên lý Dao cạo Ockham áp dụng trong triết học và khoa học, với nội dung rằng trong các lý thuyết để diễn dịch một thực kiện, lý thuyết càng đơn giản càng có khả năng đúng đắn. Ông được coi là một trong những nhà logic học vĩ đại nhất mọi thời đại.

## Cuộc đời
William xứ Ockham theo tu dòng Phanxicô ngay khi còn nhỏ. Ông học thần học tại Oxford vào năm nào đó giữa 1309 và 1310. Vì đủ điều kiện, ông học tiếp môn này với cấp bậc cao học. Ông bị Giáo hoàng John XXII gọi về Avignon để khiển trách tội dị giáo và William đã bị quản thúc ở đó tới 4 năm chỉ để chờ một phiên tòa xét xử. Một ủy ban được Giáo hoàng lập ra nhằm điều tra về những gì mà William suy nghĩ và viết ra. Lúc đó, giữa dòng Phanxico và Giáo hoàng tranh luận với nhau về vấn đề thanh bần. Tuy là một người thuộc dòng tu này, William lại không được Giáo hoàng mời tham dự. Lập tức, ông kết luận rằng Giáo hoàng một kẻ dị giáo. Tiếp theo nữa, ông đã trốn khỏi Avignon, nhờ cậy vào vua Louis de Baviere. Sau lời chỉ trích đó, William đã bị rút phép thông công. Ông sống nốt quãng đời còn lại bằng việc viết về các vấn đề chính trị và trút hơi cuối cùng tại thành phố Munich, Bavaria. 

## Những cống hiến

### Tri thức luận
Nguồn gốc của điều này đó là William chẳng ưa gì cái chủ nghĩa duy thực của thời Trung cổ lúc đó và ông cũng chẳng ưa luôn những lập trường mang tính siêu hình của những ai theo chủ nghĩa này.
Những vấn đề phổ biến niệm đã được William khởi động lại trong hoàn cảnh chủ nghĩa kinh viện đang đi vào hồi suy tàn.
Theo William, một sự vật không thể hiện hữu trong nhiều sự vật khác nhau được. Vì vậy, phổ biến không thể lài một sự vật, một hiện thực nào đó được. Theo ý của ông, phổ biến niệm chỉ là thực tại của trí khôn và không có sự hữu thể nào cả. Nó chỉ hiện hữu trong linh hồn mà thôi.
Cũng theo quan điểm của nhà triết học này, cá vật là cái gì được hiểu chính xác nhất. Ở Thiên Chúa, không có cái gọi là ý tưởng phổ biến mà chỉ có cá vật. Duns Scotus đã nói về điều này, nhưng William đã khai thác nó một cách triệt để.

### Dao cạo Ockham
Nói một cách đơn giản, ý tưởng của dao cạo Ockham đó là chỉ cần sự đơn giản trong việc giải thích một hiện tượng là có thể tiến tới sự tiến bộ.

## Ảnh hưởng
- Rõ ràng với quan điểm của mình, William đã mở đường cho chủ nghĩa duy nghiệm, hệ quả của chủ nghĩa duy danh là cái mà ông muốn hướng đến.
- Dao cạo Ockham, một đề xuất nổi tiếng của William, đã có tác dụng rất lớn trong nghiên cứu khoa học